# Exécution de la place de la Vieille-Ville

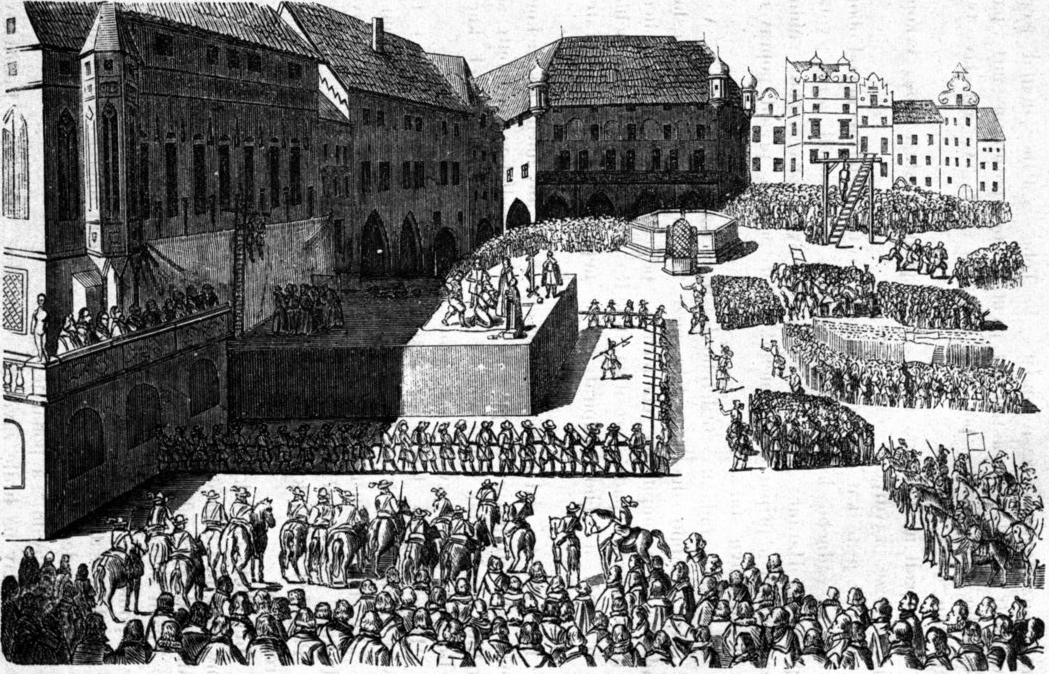
Dessin du XIXe siècle par une gravure sur bois plus ancienne, représentant l'exécution.

L'exécution de la place de la Vieille-Ville (tchèque : Staroměstská exekuce) est l'exécution de 27 dirigeants de Bohême (trois nobles, sept chevaliers et 17 bourgeois) de la révolte de Bohême par la maison autrichienne de Habsbourg survenue le 21 juin 1621 sur la place de la Vieille-Ville de Prague.
Après la défenestration de Prague en 1618 et le soulèvement protestant qui a suivi des domaines de Bohême contre les Habsbourg catholiques ayant entraîné la guerre de Trente Ans et une défaite finale à la bataille de la Montagne-Blanche, les Habsbourg ont pris leur revanche et exécuté certains des principaux dirigeants du soulèvement, bien que la peine de certains ait été réduite et que d'autres ait été graciés.

## Exécution

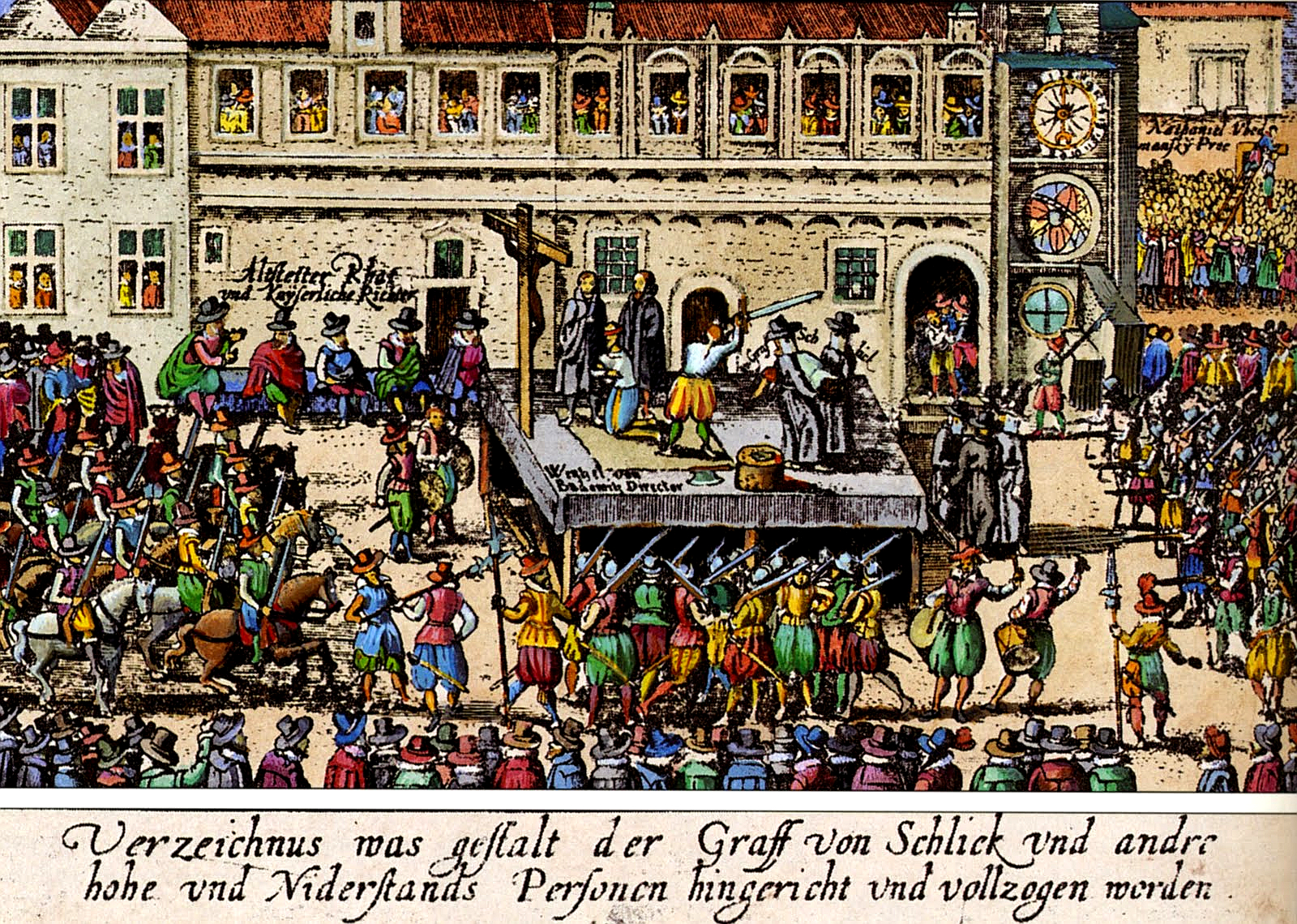
Exécution des rebelles de Bohême sur la place de la Vieille Ville de Prague en 1621, gravure sur bois

L'exécution des 27 dirigeants du soulèvement des états de Bohême a commencé le 21 juin 1621 à Prague sur la place de la Vieille-Ville. Le bourreau était un utraquiste, ils pouvaient donc prier avant l'exécution. Joachim Andreas von Schlick a été décapité en premier. Cela a été suivi par l'exécution de Jan Jesenius, dont la langue a été coupée en premier, puis il a été décapité. Son corps fut écartelé et les parties empalées sur des pieux. Jan Jesenius a été puni le plus sévèrement pour plusieurs raisons : premièrement, il a persuadé la Hongrie de rompre avec l'empereur et deuxièmement, il a écrit un traité politico-philosophique Pro vindiciis contra tyrannos (en français : Un tyran peut-il être renversé par le peuple ?). D'autres ont été décapités par l'épée ; certains d'entre eux ont eu la main droite coupée en premier. Les membres de l'Unité des Frères furent pendus, ce qui fut pour eux la mort la plus honteuse.
Des corps sans tête ont été remis aux familles, qui les ont enterrés. Douze têtes ont été placées dans des paniers de fer et attachées par le bourreau à la tour du pont de la vieille ville (en). Les têtes y étaient accrochées jusqu'à l'invasion de l'armée saxonne en 1631.
Le greffier municipal Mikuláš Diviš a été cloué à la potence par la langue pendant une heure pour avoir accueilli Frédéric V du Palatinat à son arrivée à Prague. Certains nobles impliqués dans le soulèvement se sont enfuis en exil, comme Heinrich Matthias von Thurn. Martin Fruwein z Podolí (cs) devait également être exécuté, mais il s'est suicidé en sautant de la tour blanche du château de Prague.

## Liste des exécutés

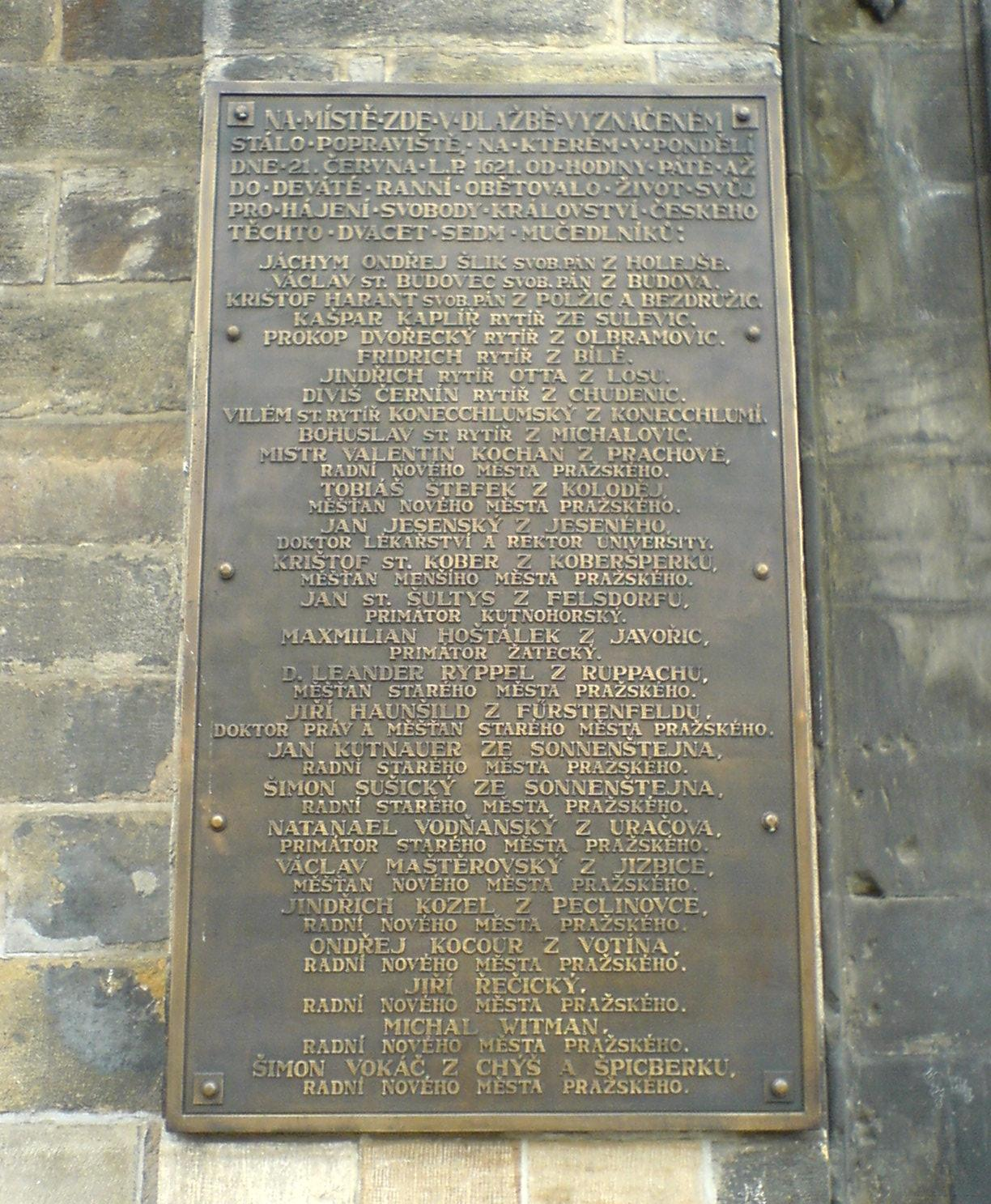
Plaque commémorative avec les noms des personnes exécutées à l'ancien hôtel de ville.

### Nobles
- Joachim Andreas von Schlick
- Václav Budovec z Budova (cs)
- Kryštof Harant (en)

### Chevaliers
- Kašpar Kaplíř ze Sulevic (cs)
- Prokop Dvořecký z Olbramovic (cs)
- Fridrich z Bílé (cs)
- Jindřich Otta z Losu (cs)
- Diviš Černín z Chudenic (cs)
- Vilém Konecchlumský z Konecchlumí (cs)
- Bohuslav z Michalovic (cs)

### Bourgeois
- Valentin Kochan z Prachové (cs)
- Tobiáš Štefek z Koloděj (cs)
- Jan Jesenius
- Kryštof Kobr z Koberštejna (cs)
- Jan Šultys z Felsdorfu (cs)
- Maxmilián Hošťálek z Javořice (en)
- Jan Kutnauer ze Sonenštejna (cs)
- Simeon Sušický ze Sonenštejna (cs)
- Nathanaél Vodňanský z Uračova (cs)
- Václav Maštěrovský z Jizbice (cs)
- Jindřich Kozel z Peclinovce (cs)
- Ondřej Kocour z Votína (cs)
- Jiří Řečický (cs)
- Michal Witmann (cs)
- Simeon Vokáč z Chýš (cs)
- Leander Rüppel z Ruppachu (cs)
- Jiří Hauenšild z Fürstenfeldu (cs)

## Conséquences

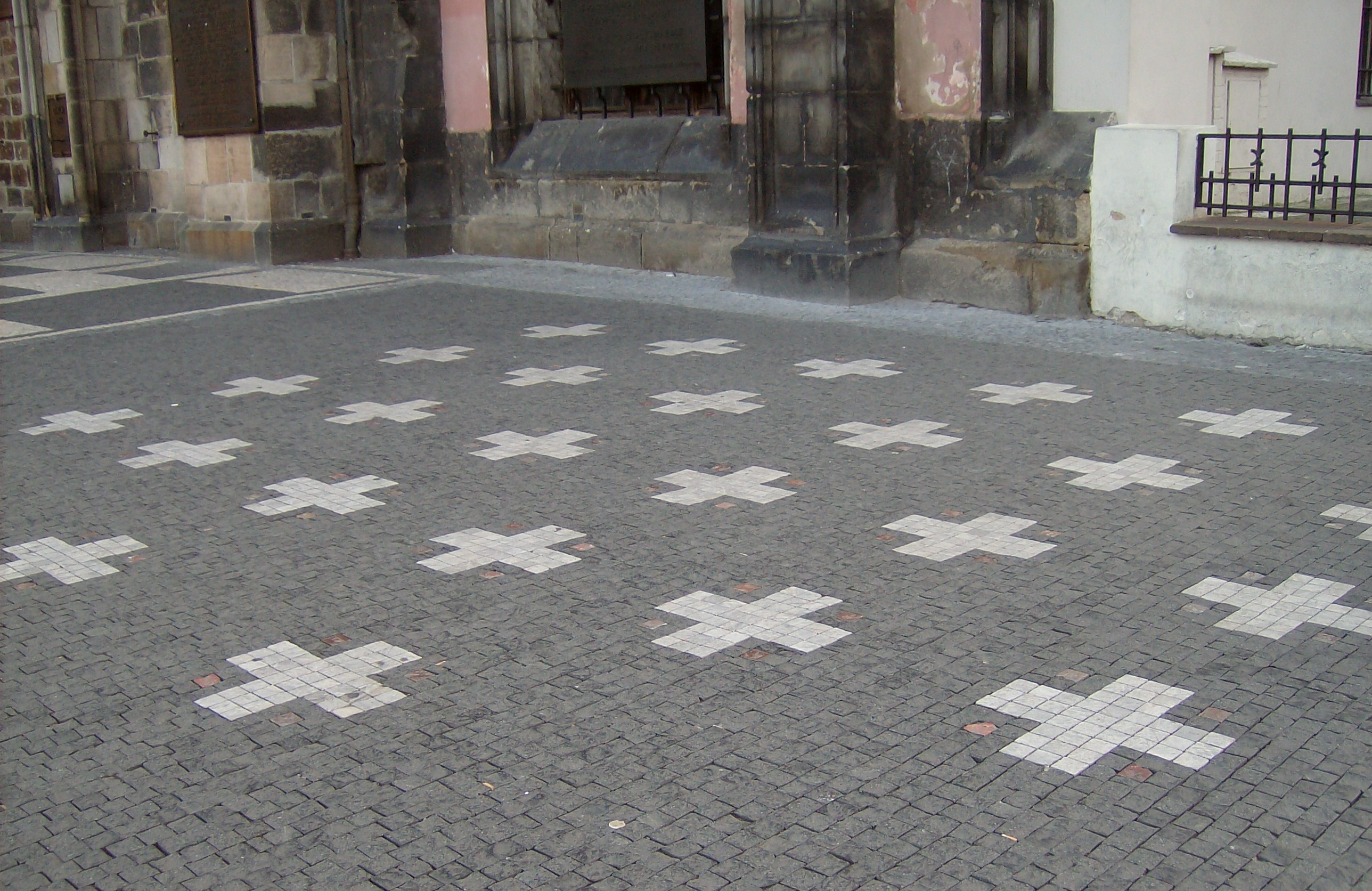
27 croix tributaires sur le lieu d'exécution de la place de la Vieille-Ville.

L'exécution ne fut qu'une des conséquences de la révolte de Bohême, qui échoua. D'autres conséquences furent la possession de la couronne royale de Bohême aux mains des Habsbourg (maintenant héréditaire), ce qui signifiait encore près de 300 ans de leur domination. Une autre conséquence majeure a été la recatholisation ultérieure, et puisque 75 à 90% des bohémiens étaient protestants, cela signifiait une grande vague d'émigrants (qui constituait la majorité de l'intelligence bohémienne). La langue allemande a été rendue pleinement égale à la langue tchèque, de sorte que la germanisation de l'ensemble de la population (pas seulement la noblesse) a également été réalisée.
L'épée du bourreau, sur la lame de laquelle sont gravés les noms des onze exécutés, se trouve dans les collections de la Maison Hus (Husův dům) à Prague. Cependant, il est probable qu'il s'agisse d'une fausse épée, car dans la liste sur la lame est gravé le nom de Jan Kutnauer, qui a en fait été pendu.
A cette époque, il y avait une lutte pour l'équilibre en Europe, l'Europe était divisée en monarchie catholique et protestante, absolutiste et successions. Le soulèvement lui-même a déclenché un conflit vers lequel les pouvoirs se dirigeaient déjà. L'exécution sur la place de la Vieille-Ville a célébré pour le parti hispano-catholique le triomphe de la victoire. Finalement, dans la guerre de Trente Ans, il n'y a eu ni gagnants ni perdants, ne laissant qu'une Europe ruinée.